# Matthias Scheffler (Mediziner)
Matthias Scheffler (* 17. Januar 1980 in Deutschland) ist ein deutscher Krebsforscher mit dem Forschungsschwerpunkt Lungenkrebs. Er ist insbesondere für seine Forschungen zu KRAS-mutiertem NSCLC, aber auch weiteren Biomarkern bekannt.

## Werdegang
Scheffler, Stipendiat der Studienstiftung des Deutschen Volkes, studierte Humanmedizin an der Universität zu Köln und schloss sein Studium mit der Note „sehr gut“ ab. Schon während seines Studiums arbeitete er am Max-Planck-Institut für neurologische Forschung (2004–2007), wo er sich mit der Gentherapie des malignen Glioms beschäftigte. Im Jahr 2003 nahm er als Nachwuchswissenschaftler am 53. Tagung der Nobelpreisträger in Lindau teil. Seine Doktorarbeit wurde mit der Bestnote summa cum laude bewertet und ihm wurde der Facharzttitel für Hämatologie, Onkologie und Innere Medizin verliehen. Die Venia Legendi erlangte er mit seiner Habilitationsschrift zur zielgerichteten Therapie des Nicht-kleinzelligen Bronchialkarzinoms. Aktuell forscht er am Centrum für Integrierte Onkologie (CIO) der Uniklinik Köln in der Lung Cancer Group Cologne (LCGC) dessen interdisziplinäres Molekulares Tumorboard (MTB) er leitet. Zudem ist Scheffler Mitglied des Nationalen Netzwerks Genomische Medizin (nNGM), dessen Ziel es ist umfassende molekulare Testungen für Krebspatienten in die Routineversorgung zu implementieren. Er ist Mitglied der Task Force 1a für molekulare Diagnostik und Task Force 6 für translationale Forschung.

## Auszeichnungen
Scheffler hat gemeinsam mit seinem Bonner Kollegen Mohamed Saleh den ersten Platz des Takeda Oncology Forschungspreis NSCLC 2021 belegt. In ihrer Studie, die in der Fachzeitschrift Journal of Thoracic Oncology veröffentlicht wurde, haben die beiden gezeigt, dass Mutationen in den Genen TP53 und KEAP1 im lokalisierten Stadium prognostische Marker für ein schlechteres Überleben sind.

## Tätigkeiten
Scheffler betreibt den Youtube-Kanal OncoEducation, auf dem eine Vielzahl von Themengebieten rund um das Thema Krebs allgemeinverständlich für Patiente, Studenten und sonstige Interessierte erläutert. Doch greift er auch Feedback von Zuschauern auf und erstellt Videos zu Themen, für die seine Zuhörerschaft abgestimmt hat. Darüber hinaus ist Scheffler Mitglied der Fakultät für Lungenkrebs bei den Organisationen ESMO (European Society of Medical Oncology) und EORTC (European Organisation for Research and Treatment of Cancer) und engagiert sich in der Climate Change Task Force der ESMO. Darüber hinaus ist er Mentor im ESMO Virtual Mentorship Programme, im Rahmen dessen er Nachwuchswissenschaftler auch aus strukturell benachteiligten Regionen der Welt fördert, und Dozent in den Sommerakademien der Studienstiftung des Deutschen Volkes.

## Forschung
Scheffler, der sich selbst als „translational research Aficionado“ beschreibt, hat eine ganze Reihe von Biomarkern im NSCLC erforscht, die für die Präzisionsonkologie relevant mit dem Endziel neuer Therapien und Therapiestrategien im Rahmen der zielgerichteten Therapie sind. Im Folgenden sind seine Arbeiten zu den Biomarkern KRAS, PIK3CA und MET beschrieben und ihre Relevanz für das Forschungsfeld erläutert:

### Forschung zuKRAS-Mutationen
In seiner Publikation zu KRAS Mutationen im NSCLC widerlegt er die bis zur Publikation 2019 verbreitete Annahme, dass KRAS Mutationen im NSCLC fast ausschließlich ohne Begleit-Mutationen auftreten. Nach der Analyse eines Datensatzes von 4507 NSCLC-Patienten, von denen 1078 eine KRAS Mutation aufwiesen, stellt Scheffler fest, dass mehr als die Hälfte der Patienten zusätzliche Ko-Mutationen haben. Die meisten der Ko-Mutationen waren im Tumor-Supressor-Gen (TSG) TP53, aber auch andere Singalproteine für die bereits zielgerichtete Therapien bestehen waren betroffen. Diese Ergebnisse zeigen, dass die molekulare Signatur von KRAS-mutierten NSCLC-Tumoren heterogen ist und dass möglicherweise eine Therapie mit anderen Inhibitoren für KRAS-mutierte NSCLC-Patienten bei zielgerichtet therapiebarer Mutation (u. a. MET und PIK3CA) in Frage kommt. Insgesamt legte diese Studie mit ihrer hohen Fallzahl einen Grundstein für die weitere KRAS-Forschung, die mit der Entwicklung von KRAS-Inhibitoren in den vergangenen Jahren einen großen Sprung nach vorne gemacht hat. Diese Publikation ist laut PlumX Metrics das meistzitierteste Paper im Journal of Thoracic Oncology im Publikationsjahr 2019.

### Forschung zuPIK3CA-Mutationen
In der Diskussion, inwieweit PIK3CA-Mutationen als Treibermutationen zu betrachten sind und daher im Rahmen der zielgerichteten Therapie mit Inhibitoren zur Therapie genutzt wurden, charakterisierte Scheffler PIK3CA im NSCLC klinisch und molekular, um herauszufinden, ob Patienten mit PIK3CA-Mutationen eine eigene, klar-abzugrenzende Subgruppe im NSCLC sind, was die Hypothese, dass es sich um eigene Treiber handelt stützen würde. Bei der Beschreibung einer NSCLC-Patienten Kohorte (n=1144) mit PIK3CA-Mutationen (n=42) stellte er fest, dass es sich bei dieser Kohorte unabhängig von der Histologie um ein sehr heterogenes Patientenkollektiv handelt sowohl in klinischer, als auch molekularer Hinsicht. Scheffler konkludierte daraus, dass es sich auf Basis dieser Ergebnisse bei PIK3CA-mutierten Patienten unwahrscheinlich um eine eindeutig abzugrenzende NSCLC-Subgruppe handelt, für die eine spezifische Therapie in Betracht käme. Es läge viel eher nahe, dass es sich bei PIK3CA-Mutationen im NSCLC um sogenannte „Passenger-Mutationen“ handelt, die in allen bereits definierten Subgruppen vorhanden sind.

### Forschung zuMET-Mutationen
Ziel dieser Studie war es, die Frage zu klären, wie MET-mutierte Patienten auf nicht-zielgerichtete Therapien ansprechen. Dabei differenziert Schefflers Studie zwischen Patienten mit MET-Exon-14-skipping-mutation (METex14), MET-Amplifikationen mit einer Gene Copy Number (GCN) größer/gleich oder kleiner als 10 haben. Dabei wurde festgestellt, dass eine GCN größer/gleich 10 ein negativer Prädiktor in Bezug auf das Überleben der Patienten war, aber dass diese Patienten Gruppe, wie alle MET-amplifizierten Patienten, von Immuntherapie in der Form von Immune-Checkpoint-Inhibition profitiert hat, im Vergleich zu Patienten, die nur Chemotherapie erhalten haben. Im Gegensatz dazu, profitieren Patienten mit METex14 Mutationen nicht von Immuntherapie oder zielgerichteter Therapie.